# Броньовані корвети класу «Конґо»
Броньовані корвети класу «Конґо» (яп. 金剛型)  були парою броньованих корветів, побудованих для Імперського флоту Японії на британських верфях у 1870-х роках. 

## Історія служби
Британська пропозиція придбати ці два кораблі під час російсько-турецької війни в 1878 році була відхилена. У 1887 році вони стали навчальними кораблями та здійснювали навчальні походи до Середземного моря та країн, що мали Тихоокеанське узбережжя.
Кораблі повернулися до бойової служби під час Першої японо-китайської війни 1894–1895 років, де «Хіей»  брав участь у битві на річці Ялу та обидва броненосці класу у битві при Вейхайвеї,  хоча жоден з них активно не залучався до бойових дій. Кораблі класу «Конґо» відновили свої навчальні обов'язки після війни, хоча вони потім відіграли незначну роль у російсько-японській війні 1904–1905 років. У 1906 році вони були рекласифіковані як гідрографічні судна, а в 1910 і 1912 роках були продані на брухт.